# Dourbali
Dourbali és una ciutat de Txad, situat en la regió de Chari-Baguirmi.

## Demografia

### Evolució
|      | Població | Homes  | Dones  |
| ---- | -------- | ------ | ------ |
| 1993 | 13 020   | -      | -      |
| 2009 | 77 787   | 39 303 | 38 484 |

### Rangs d'edat
|               | Homes  | Dones  | Total  |
| ------------- | ------ | ------ | ------ |
| 0-14 anys     | 20 908 | 19 500 | 40 408 |
| 15-59 anys    | 15 973 | 17 436 | 33 409 |
| 60 anys o més | 2 422  | 1 548  | 3 970  |